# Staurophora tridentifera
Staurophora tridentifera là một loài bướm đêm trong họ Noctuidae.